# Gaertnera gardneri
Gaertnera gardneri là một loài thực vật có hoa trong họ Thiến thảo. Loài này được Thwaites mô tả khoa học đầu tiên năm 1860.